# 耶律赵三
赵三（？—？），契丹人，辽国官员。

## 经历
開始時為宿直官，後升至北面林牙。咸雍四年，拜北院大王，改西南面招討使。大康年間，西北邊境常常遭到一些部落騷擾，耶律趙三打算前往征討，遼道宗認為非耶律趙三不可，遂拜其為西北路招討使，兼行軍都統，平定了西北邊境，因功復為北院大王。

## 家族
耶律趙三是夷離堇蒲古只的後代，侄子耶律那也。女婿蕭忽古。